# Nasty Nasty
Nasty Nasty è il terzo album in studio dei Black 'N Blue, uscito nel 1986 per l'etichetta discografica Geffen Records.

## Tracce
1. Nasty Nasty (Saint James, Simmons, Thayer) 4:29
2. I Want It All (I Want It Now) (Saint James, Simmons, Thayer) 4:25
3. Does She or Doesn't She (Pond, Simmons, Thayer) 	4:18
4. Kiss of Death (Holmes, Saint James, Thayer, Warner, Young) 5:04
5. 12 O'Clock High (Holmes, Saint James, Thayer, Warner, Young) 3:41
6. Do What You Wanna Do (Holmes, Saint James, Thayer, Warner, Young) 4:14
7. I'll Be There for You (Cain) 3:47
8. Rules (Saint James, Warner) 3:40
9. Best in the West (Holmes, Saint James, Thayer, Warner, Young) 4:47

## Formazione
- Jaime St. James - voce
- Tommy Thayer - chitarra, cori
- Jeff "Whoop" Warner - chitarra, cori
- Patrick Young - basso, cori
- Pete Holmes - batteria

### Altri musicisti
- Peter Criss - voce nel brano "Best In The West"
- Ron Keel - voce nel brano "Best In The West"
- Marc Ferrari - chitarra nel brano "Best In The West"
- John Purdell - tastiere nel brano "Kiss Of Death"
- The Horns Of Porn - nel brano "Best In The West"